# Мадонна ди Лорето
Мадонна ди Лорето, или Мадонна пилигримов (итал. La Madonna dei Pellegrini, o Madonna di Loreto) — картина Караваджо, написана в 1604—1606 годах для капеллы Кавалетти церкви Сант-Агостино в Риме. На картине изображено явление босой Девы Марии с Младенцем Иисусом двум крестьянам-паломникам или, по другой трактовке, представлена ожившая перед ними статуя Мадонны. Картина была заказана в 1603 году наследниками маркиза Эрмете Кавалетти для украшения семейной капеллы, приобретённой в Сант-Агостино по его завещанию.
Согласно иной версии, Караваджо подарил эту работу церкви в благодарность за предоставленное убежище. Художник укрылся в церкви, чтобы избежать ареста, после того как на площади Навона ранил помощника нотариуса, которого обвинил в том, что тот уделял слишком много внимания его любовнице, знаменитой куртизанке Маддалене Антоньетти (называемой Леной). Она и была изображена живописцем в образе Мадонны.
Картина получила со временем второе название «Мадонна Пилигримов» (Madonna del Pellegrini). Это одна из лучших работ художника. 
Деву Марию ди Лорето согласно канону изображают стоящей с Младенцем на руках на крыше дома, поднятого в воздух ангелами. По легенде Святой дом (Santa Casa), в котором жили Мария и Иосиф в Назарете и где произошло чудо Благовещения, в 1291 году, когда сарацины изгнали крестоносцев из Святой Земли, ангелы унесли по воздуху в безопасное место, в Терсато в Иллирии, на берегу Адриатического моря, а потом в Лорето, город в Италии (провинция Анкона), находившийся в то время на территории папской области. Караваджо по обыкновению нарушил все правила. Картина вызывала «смешение криков» (schiamazzi) в народе из-за неопрятного вида паломников и грязных пяток одного из них на переднем плане, а также из-за необычного вида Мадонны, показанной не в небесном сиянии, а стоящей у ветхой стены убогого жилища (так художник представил дом Святой дом Богоматери в Лорето), словно обычная женщина, появившаяся из ночной тени. Лишь едва заметные нимбы Матери и Сына указывают на их божественную природу. Картина противоречила требованиям Тридентского собора католической церкви. Многие отметили явное сходство Мадонны с высокопоставленной римской куртизанкой Маддаленой Антониетти (называемой Леной), которая позировала художнику и для других картин. Однако и этот факт скандала не вызвал. Слишком прекрасен был лик Мадонны.
Существует предположение, что композиция «Мадонны ди Лорето» (по крайней мере, частично) позаимствована с гравюры «Поклонение волхвов» Керубино Альберти (1574), созданной по картине Россо Фьорентино.